# 宮前川 (愛媛県)
宮前川（みやまえがわ）は、愛媛県松山市石手一丁目の一級河川石手川の岩堰（いわぜき・この地にある切り立った岩のこと）付近より分流し、石手寺付近、道後付近、松山城北側を経て古町駅北側より南西に向きを変え、松山市下水道中央浄化センター付近で同じく岩堰で分流した中の川と合流して三津浜港に注ぐ、流域面積12.9km²、延長10.8kmの二級河川である。道後平野の扇状地を形成している河川であるが、それ故、古来から水害も発生させている。しかし、松山空港方面に流れ、田畑を潤す「堂之元川」、「洗地川（せんぢがわ）」を分流し、生活や農業に有益な存在である。
なお用水路源となっている堂之元川については宮前川から、洗地川については石手川の伏流水をポンプで汲み上げ、流している。
また、三津浜港では流入土砂が問題になっており（放置すれば三角州が形成されて港湾として役に立たなくなる）、浚渫も限界なので、高浜に松山観光港が整備されることになった。

## 概要
道後平野では古くから水害や干ばつに悩まされ、余戸村（現松山市余戸）と南吉田村（現松山市南吉田町）の水争いでは、死人まで出る大騒ぎとなった。そこで、江戸時代に足立重信が治水事業を進め、「湯山川」（後の石手川）を岩堰付近で伊予川（後に彼の姓をとって重信川と命名）へ合流するように付け替えた名残の元の河川である。また、松山城の堀に導水するため、岩堰より下流で分流する中の川も彼が整備した水路で、宮前川の一部である。これらの河川は、古い石手川の名残であるが、扇状地河川なので一部が伏流する。（道後平野の特徴）
又、重信川水系として地下水脈を共有している。
尚、洗地川については、直接海に注いでいた小野川の名残であるという説もある。度重なる大雨や水害で流れを変え、松山の城下町を水没させるので、石手川、小野川の付け替えが敢行された。しかし、これらの河川が合流する市坪村（現在の松山市市坪地区）が水害に遭うことが多くなり、治水事業の難しさを感じさせる。

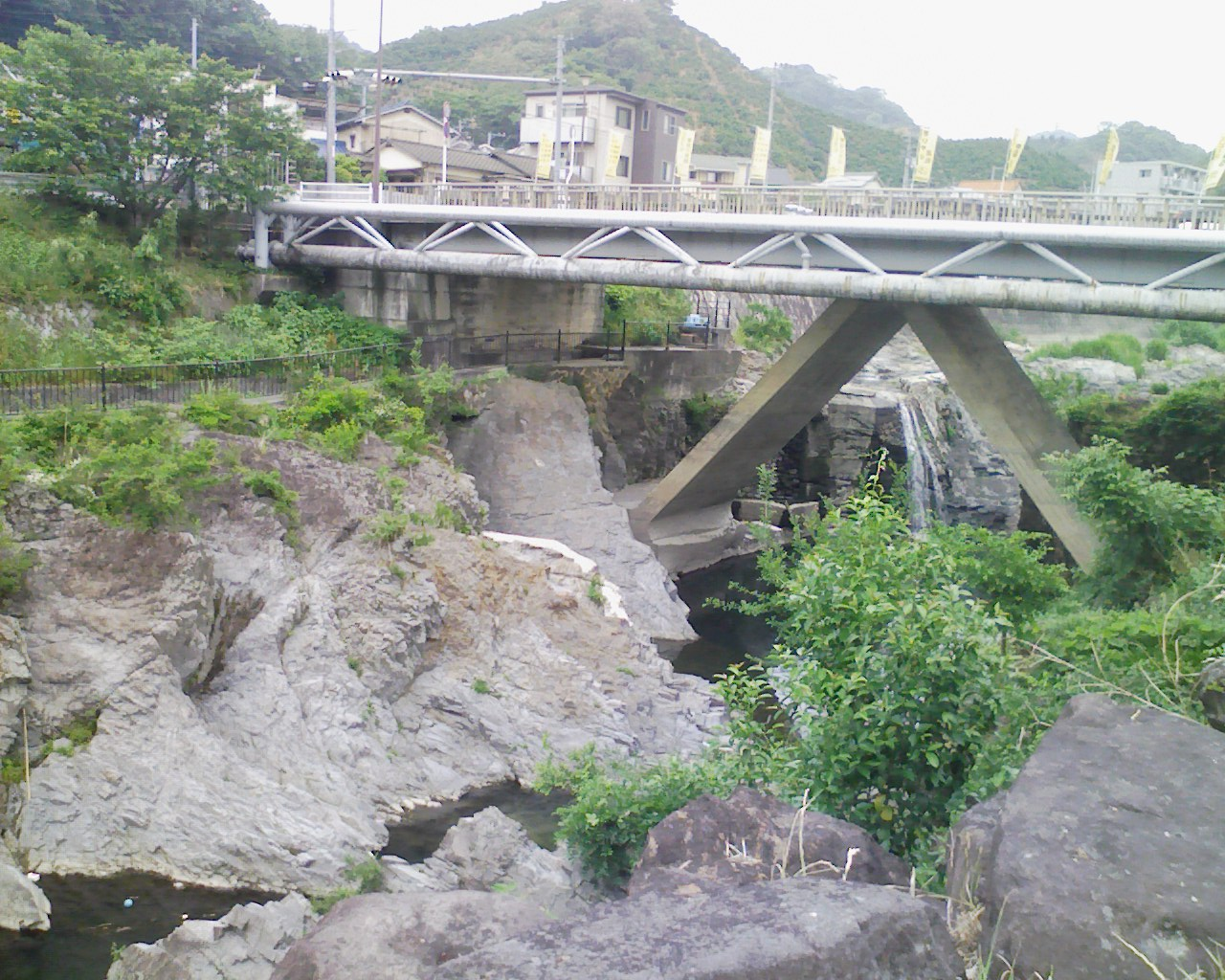
石手川の岩堰

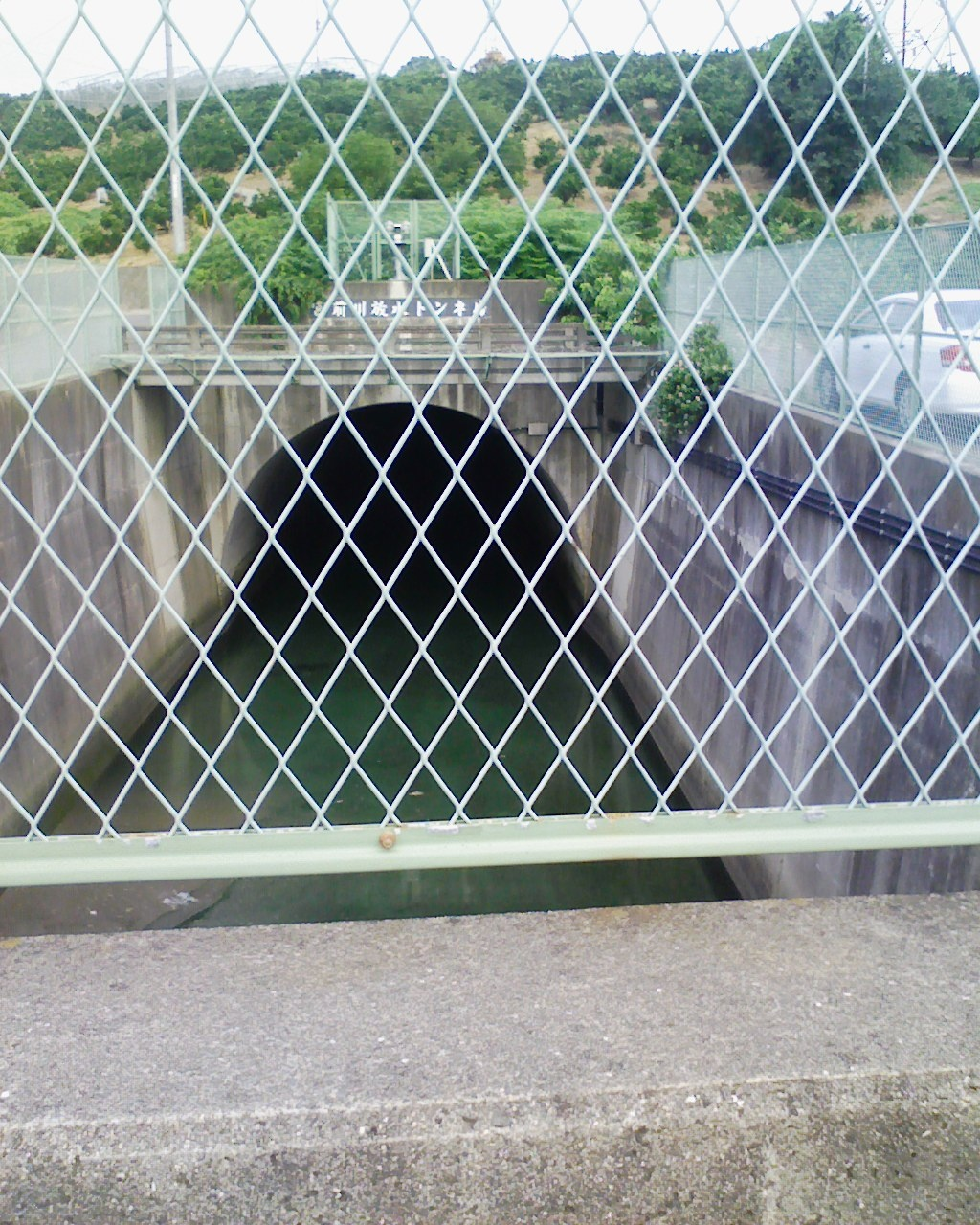
宮前川放水トンネル東側坑口

宮前川は、石手川、小野川、重信川と共に農業用水として古くから利用されており、中小河川を改修した用水路が道後平野に張り巡らされていて、現在も生活や農業になくてはならない存在である。航空写真画像情報所在検索・案内システム等で、古い航空写真を見ると元の河道が見え、治水の苦労が偲ばれる。尚、屈曲した古来の河道が繋がるように見える部分は、扇状地を削った古い河川の名残であるので地盤が軟らかく、住宅棟の建設は避けるべきであるが、都市化による生活排水の増大等で水害が発生しやすくなっている。
対策として、1979年6月に浸水家屋数8212戸・浸水面積324haにも及ぶ甚大な水害が起こった事をきっかけに、別府町付近から弁天山をトンネルで抜ける放水路（宮前川放水トンネル）を中心とする河川改良事業が進められ、1984年5月に完成した。しかしながら、フライブルク通りより上流では整備中の状態で残っている。中心市街地であり、下水道も整備されているが、水害発生の懸念は払拭されていない。